# Sylvie Mayer
Sylvie Mayer, wcześniej Le Roux lub Leroux (ur. 13 października 1946 w Nicei) – francuska polityk i biolog, posłanka do Parlamentu Europejskiego I, II i III kadencji.

## Życiorys
Ukończyła studia wyższe. Obroniła doktorat z biologii morskiej i pracowała jako badaczka w tym obszarze. Została członkiem Francuskiej Partii Komunistycznej, należała do jej komitetu centralnego i kierowała komórką do spraw środowiska.
Od 1977 do 1979 sprawowała funkcję zastępcy mera Brest. W 1979, 1986 (w miejsce Maxime’a Gremetza) i 1989 zdobywała mandat posłanki do Parlamentu Europejskiego. W I i II kadencji należała do grupy komunistycznej, a w III – do Unii Lewicowej. Została m.in. wiceprzewodniczącą Komisji ds. Młodzieży, Kultury, Edukacji, Informacji i Sportu (1979–1982), a także m.in. członkiem Komisji ds. Środowiska Naturalnego, Zdrowia Publicznego i Ochrony Konsumentów oraz Komisji ds. Energii, Badań Naukowych i Technologii. W latach 1998–2004 zasiadała w radzie regionu Île-de-France (wybrano ją z departamentu Essonne). Została też członkiem rady Fondation Gabriel-Péri i kierownikiem partyjnej grupy ds. ekonomii i polityki społecznej.